# Piccoli Carpazi
I Piccoli Carpazi (in slovacco Malé Karpaty, in tedesco Kleine Karpaten, in ungherese Kis-Kárpátok) sono una catena montuosa dei Carpazi. Si trovano nella Slovacchia e, marginalmente, in Austria.
La montagna più alta è lo Záruby che raggiunge i 768 m.

## Classificazione
I Piccoli Carpazi hanno la seguente classificazione:
- catena montuosa = Carpazi
- provincia geologica = Carpazi Occidentali
- sottoprovincia = Carpazi Occidentali Interni
- area = Area Fatra-Tatra
- gruppo = Piccoli Carpazi.

## Geografia

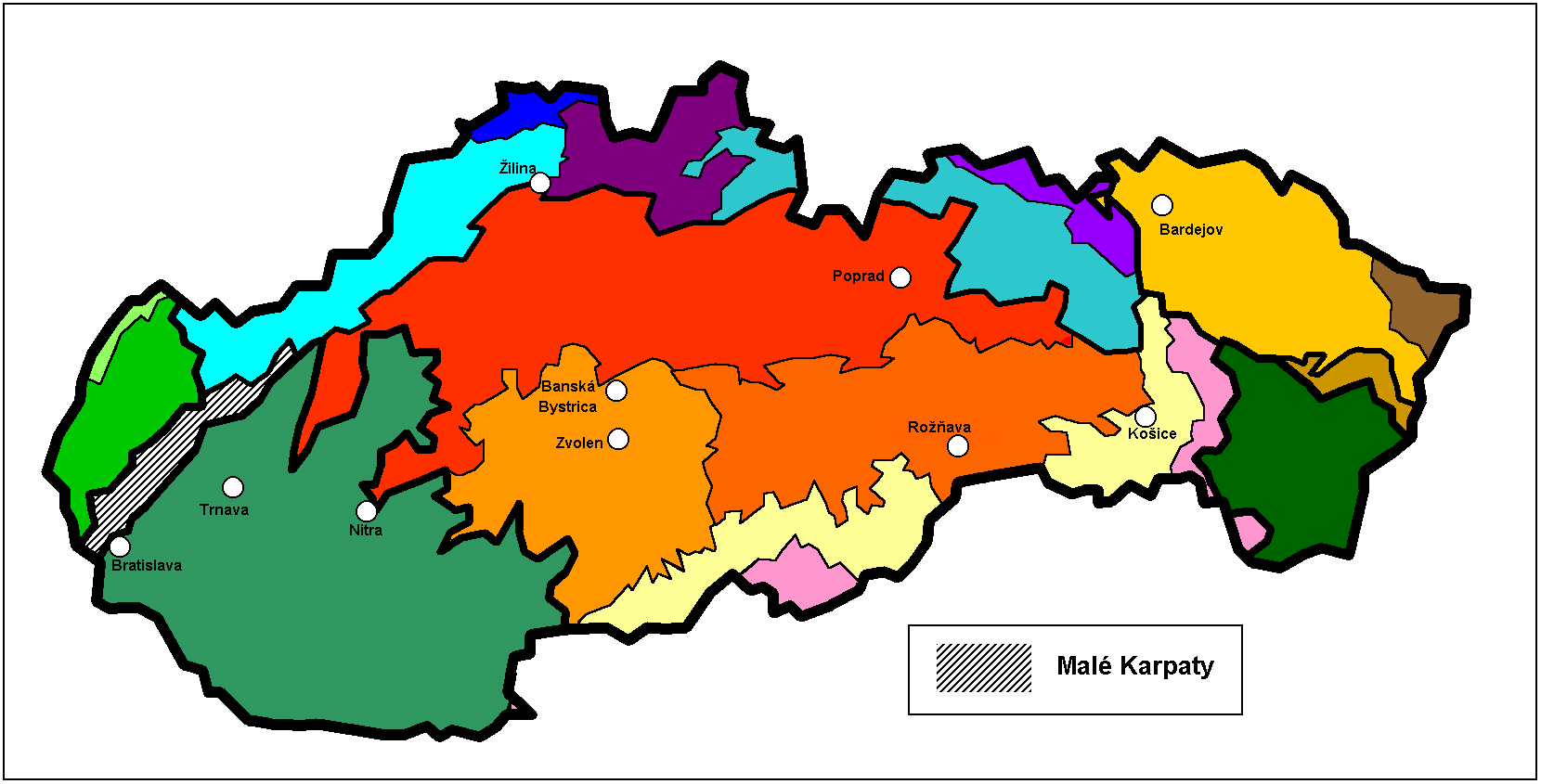
Collocazione dei Piccoli Carpazi nella cartina della Slovacchia.

Sono collocati nella Slovacchia occidentale e coprono l'area da Bratislava a Nové Mesto nad Váhom. Una piccola parte, chiamata Hundsheimer Berge, si trova nel nord-est dell'Austria.